# Sundridge
Sundridge est un village situé dans le civil parish (paroisse civile) de Sundridge with Ide Hill, dans le district de Sevenoaks dans le comtés du Kent.

## Paroisse
L'église est nommée Sainte Marie.

## Transport

### Routes
- Autoroute M25
- Route A25

## Habitant notables
- Anne Seymour Damer Sculpteur
- Christopher Wordsworth Évêque de Lincoln
- Beilby Porteus Évêque de Londres